# Голаниада
Голаниа́да (рум. golaniada) — акция гражданского неповиновения в Румынии. Проходила на Университетской площади в Бухаресте. Была начата студентами и профессорами Бухарестского университета.

## Ход событий
Голаниада началась 22 апреля 1990 года перед выборами, назначенными на 20 мая 1990 года. Это должны были быть первые выборы после Румынской революции 1989. Основным требованием участников Голаниады было запрещение бывшим членам Коммунистической партии Румынии, а также сотрудникам госбезопасности участвовать в выборах. Это требование было ранее заявлено в восьмом пункте Тимишоарской прокламации.
Университетская площадь торжественно объявляется «Зоной, свободной от неокоммунизма», или «Нулевым километром демократии в Румынии». Для манифестантов, среди которых много молодежи, новая власть, установившаяся в декабре 1989 года, олицетворяет неокоммунизм, а её лидер Ион Илиеску — «горбачёвщину».
После речи Эмиля Константинеску с балкона Бухарестского Университета 24 апреля начались постоянные выступления ораторов с этого балкона. Они призывали к запрету бывшим коммунистам участвовать в политической жизни страны, к реформам и расследованию событий декабря 1989. В лидеры протестующих выдвинулся студент-националист Мариан Мунтяну.
Были возведены баррикады, поставлены палатки, многие участники акции начали голодовку. Количество манифестантов возросло до 30 000.
24 апреля 1990 президент Ион Илиеску назвал протестующих «golani», что на румынском языке означает «хулиганы», «бездельники», и фашистами. Это и дало название всей акции гражданского неповиновения. Окончание «-ада» было добавлено, так как многие коммунистические манифестации времен Николае Чаушеску носили названия, заканчивающиеся на «-ада», на манер Илиады.
Протестующие сочинили собственный гимн «Imnul Golanilor».
Припев:
| Mai bine haimana, decât trădător        | Лучше быть бродягой, чем предателем,     |
| Mai bine huligan, decât dictator        | Лучше быть бездельником, чем диктатором, |
| Mai bine golan, decât activist          | Лучше быть хулиганом, чем активистом,    |
| Mai bine mort decât comunist            | Лучше быть мёртвым, чем коммунистом.     |
| слова — Л. Ботолан, музыка — К. Пацуркэ |                                          |

Многие известные деятели культуры поддержали протестующих, среди них писатель Октавиан Палер, поэтесса Ана Бландиана, писатель Габриэль Лийчяну, политолог Стелиан Тэнасе и кинорежиссёр Лучиан Пинтилие. Эжен Ионеско выразил свою поддержку, послав телеграмму из Франции, в которой написал: «И я — хулиган» («şi eu sunt golan»).
Ни требование официального утверждения восьмого пункта Тимишоарской прокламации, ни требование о полном возвращении земли и домов, конфискованных коммунистическими властями, не находят широкой поддержки у населения.
На выборах 20 мая Ион Илиеску выигрывает с огромным отрывом, так как левый электорат был напуган возможной «реставрацией», «возвращением капиталистов и помещиков» и «охотой на бывших членов партии» в случае прихода к власти цэрэнистов и либералов.
Голаниада продолжалась 52 дня и завершилась 13-15 июня 1990 года кровопролитием из-за вмешательства шахтёров из бассейна Долина Жиу (Valea Jiului). 
В 2017 за подавление Голаниады были привлечены к судебной ответственности полтора десятка человек, в том числе экс-президент Ион Илиеску, экс-премьер Петре Роман, экс-вице-премьер Джелу Войкан Войкулеску, шахтёрский вожак Мирон Козма, экс-директор спецслужбы SRI Вирджил Мэгуряну.
В румынской прессе Оранжевая революция на Украине в 2004 году часто сравнивалась с Голаниадой.